# Gunther Piller
Gunther Piller (* 1963) ist ein deutscher Physiker, Wirtschaftsinformatiker, Hochschullehrer und Präsident der Hochschule für Wirtschaft und Gesellschaft Ludwigshafen.

## Werdegang
Gunther Piller begann im Jahre 1983 ein Studium der Physik an der Universität Regensburg und promovierte dort im Jahre 1992 über tiefinelastische Streuung und Lepton-Paarproduktion an Kernen. Nach Forschungsaufenthalten im Ausland habilitierte er im Jahre 1999 an der Technischen Universität München im Fachgebiet der theoretischen Physik.
In den Jahren von 2000 bis 2008 übernahm Gunther Piller Führungspositionen als Angestellter der SAP SE.
Im Jahre 2008 wurde er auf eine Professur für Wirtschaftsinformatik an die Hochschule Mainz berufen, an der er ab dem Jahr 2020 Dekan des Fachbereichs Wirtschaft war.
Am 15. März 2022 trat Gunther Piller als Nachfolger von Peter Mudra das Amt des Präsidenten der Hochschule für Wirtschaft und Gesellschaft in Ludwigshafen an.